# Cachoeirinha
Pour les articles homonymes, voir Cachoeirinha (homonymie).
Cachoeirinha est une ville brésilienne de la mésorégion métropolitaine de Porto Alegre, capitale de l'État du Rio Grande do Sul, faisant partie de la microrégion de Porto Alegre et située à 11 km au nord de Porto Alegre. Elle se situe à une latitude de 29° 57′ 03″ sud et à une longitude de 51° 05′ 38″ ouest, à 23 m d'altitude. Sa population était estimée à 207 142 en 2007, pour une superficie de 44 km2. L'accès s'y fait par les RS-010 et RS-020.
Le nom de la commune vient d'une petite cascade qui existaient à l'origine sur le territoire. Quand le cours du rio Gravataí fut régulé, elles furent dynamitées.
Le peuplement du lieu où se trouve l'actuelle municipalité a commencé avec la construction de la route Gravataí - Santo Antônio da Patrulha.

## Économie
- Revenu per capita (2000) : R$ 316,78 (Change 2000 : R$1,00 = 4,00 FF)
 Source : Atlas du Développement Humain/PNUD - 2000
- PIB per capita (2002) : R$ 10.799 (Change 200x : 1,00€ = R$ 3,30)

## Maires
| Période | Période | Identité                    | Étiquette | Qualité |
| ------- | ------- | --------------------------- | --------- | ------- |
| 2000    | 2008    | José Luiz Stédile           | PT        |         |
| 2008    | 2012    | Luiz Vicente da Cunha Pires | PSB       |         |

## Démographie
- Espérance de vie : 72,6 ans
- Coefficient de mortalité infantile (1998) : 18,62 pour 1000
- Croissance démographique (2005) : 2,26 % par an
- Indice de Développement Humain (IDH) : 0,813 (Atlas du Développement Humain/PNUD - 2000)
- 51,20 % de femmes
- 48,80 % d'hommes
- 100 % de la population est urbaine
- 0 % de la population est rurale
- Taux d'analphabétisme (2003) : 4,51 %

## Villes voisines
- Sapucaia do Sul
- Gravataí
- Alvorada
- Porto Alegre
- Canoas
- Esteio